# Gaetana Aulenti
Gaetana Aulenti (Palazzolo dello Stella, Udine, 4 de desembre de 1927 – Milà, 31 d'octubre de 2012) fou una arquitecta, dissenyadora industrial i escenògrafa italiana.

## Biografia
Filla de Virginia Aulenti (cognom del marit), mestra nascuda a Nàpols, però d'origen calabrès i Ado Aulenti, funcionari d'hisenda quan ella va néixer i més tard economista, nascut a Calàbria, Gaetana Aulenti es considerava ella mateixa d'origen calabrès. El 1939, la família es va traslladar a Biella (Piemont), però seguien mantenint lligams estrets amb Calàbria, on passaven l'estiu en una casa de la família.
En acabar els estudis obligatoris, Aulenti va començar els estudis superiors a Florència, però els va haver d'interrompre i tornar a Biella a causa de la guerra. En acabar la guerra va reprendre els estudis i el 1946 va obtenir el titul de maturità (equivalent al batxillerat) en la categoria artística i de belles arts. El mateix any comença els estudis universitaris a la Facultat d'Arquitectura del Politècnic de Milà, on obté la llicenciatura el 1953 i després el títol de capacitació professional.
El 1954 es casa amb el també arquitecte Francesco Buzzi, i s'instal·len a Milà, on neix la seva filla, Giovanna, el 1955. El matrimoni, però no va durar molt. Per conciliar la vida familiar i la seva professió, al principi tenia el seu estudi a casa i treballava en col·laboració amb altres joves professionals, la majoria de les vegades amb encàrrecs obtinguts mitjançant concursos. Al mateix temps va començar una col·laboració a la revista Casabella, dirigida per Ernesto Nathan Rogers.

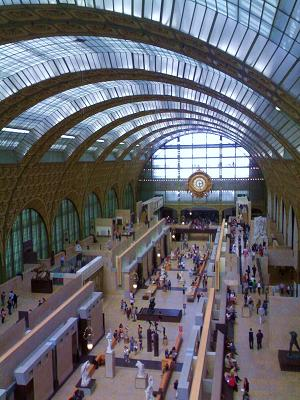
La galeria principal del Museu d'Orsay, remodelat per Gae Aulenti

Entre els seus projectes arquitectònics més destacats es pot assenyalar el Pavelló d'Itàlia en l'Exposició Universal de Sevilla 1992, la reforma del Museu d'Orsay i la col·laboració en la reforma del Palau Nacional de Montjuïc per adaptar-lo al Museu Nacional d'Art de Catalunya. Aquesta reforma es va dur a terme en dues fases: la primera, de 1990 a 1992, va ser un projecte conjunt d'Aulenti i Enric Steegman; la segona, de 2000 a 2004, va ser un projecte d'Aulenti i Josep Benedito.
Com a escenògrafa, va començar amb l'òpera Le astuzie femminili, de Domenico Cimarosa, en el teatre Mediterraneo de Nàpols el 1974. Destaca el seu treball per a l'òpera de Rossini La donna del lago, representada a Pesaro el 1983.